# 視交叉上核
視交叉上核（しこうさじょうかく、英: suprachiasmatic nucleus、略称:SCN）は、 脳の視床下部にある非常に小さい領域で、哺乳類の概日リズムを統率する時計中枢としての役割を担っている。視交叉の真上に位置しており、約20000個の神経細胞によって、睡眠、覚醒、血圧、体温、ホルモン分泌など様々な生理機能の約24時間のリズムが作り出されている。SCNは他の多くの脳の部位と相互作用している。SCNに存在する代表的な神経伝達物質には、バソプレッシン（arginine vasopressin、AVP）、 血管作動性腸管ペプチド（vasoactive intestinal peptide、VIP）、 γ-アミノ酪酸（gamma-aminobutyric acid、GABA）などがあげられる。

## 位置
SCNは視床下部の前方、視交叉の背側（直上）、第三脳室の左右両側に一対存在する。

## 内部構造
SCNは主に腹外側（ventrolateral SCN ,vlSCN, core) と背内側 (dorsomedial SCN, dmSCN, shell) に分けられる。腹外側SCNは光や運動などさまざまな情報の入力を受ける部分として、背内側SCNは、安定したリズムを送り出す部分として特化している。腹外側SCNは、VIPやGRP (gastrin-releasing peptide) 、背内側SCNはAVPを発現する。GABAはSCN全体に発現している。VIPとGABAは腹外側と背内側SCNの統合に重要であると考えられている。

## 概日リズム機能
哺乳類の多くの生命機能（睡眠、活動、注意力、ホルモン分泌、体温、免疫機能、消化機能など）は約24時間のリズムを持っている。SCNはこのような全身のさまざまなリズムを統率していて、SCNが破壊されるとこれらのリズムも失われてしまう。例えば、ラットではSCNを破壊すると下垂体ホルモン分泌のリズムが失われる(Machida, 1972)。また合計の睡眠時間は変わらないが、一回の睡眠の長さとタイミング、睡眠エピソードがバラバラになってしまう。また、ハムスターでは、通常の周期を持つ個体のSCNを破壊し、周期の短い個体のSCNを移植すると、その個体の活動周期が短くなる。心臓、肝臓、肺など臓器がそれぞれの従属的な時計（slave oscillator）を持っているが、これらのリズムは、SCN、中枢時計（master oscillator）が、神経系、内分泌系、体温変化などを通じて増強、統合している。

## 光による調節

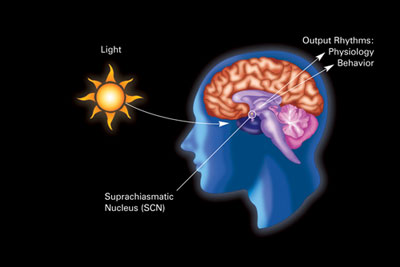
視交叉上核は外界の光情報に応答し、全身の体内時計を統合する。

SCNのリズムは、主に光によって環境のリズムと同調することができる。SCNは特殊な網膜神経細胞から、網膜視床下部路を通じ、直接の神経入力を受けている。SCNに投射する網膜細胞は感光性タンパク質のメラノプシン (melanopsin) を発現しており、特にSCNの腹外側に直接投射する。メラノプシンを発現する網膜神経細胞はipRGC (Intrinsically photosensitive retinal ganglion) と呼ばれる。ipRGC が光を受けると、グルタミン酸やPACAP (Pituitary adenylate cyclase-activating peptide)が腹外側SCNに放出され、それに応答して前初期遺伝子（immediate early genes）のc-fosやPeriod1, 2などの時計遺伝子の発現が上昇する。夜行性、昼行性動物ともに、夜間の前半に光を受けると時計が遅れ（翌日の活動開始時間が遅くなる）、夜間の後半（早朝）に光を受けると時計が前進する（翌日の活動開始時間が早くなる）。

## 時計遺伝子
概日リズム形成の分子的メカニズムは、時計遺伝子のネガティブフィードバックループに基づいている。哺乳類の代表的な時計遺伝子としては、Bmal1、Clock、period 遺伝子（Per1、Per2、Per3）、Cry (Cryptochrome) 1、Cry2などが知られる。まず、BMAL1とCLOCKの複合体がPerやCryの発現を増加させ、発現され複合体を形成したPERやCRYはBMAL1とCLOCKの複合体に相互作用し自らの転写を抑制する。Rev-erbやRorからなる二次的なネガティブフードバックループも存在する。またこれらの時計遺伝子の分解速度を調節するCK1 (Casein kinase 1)などのリン酸化酵素も周期の調節において重要な役割を果たしている。